# Karpinskiosaurus
Karpinskiosaurus is een geslacht van uitgestorven tetrapoden dat behoort tot de Seymouriamorpha. Hij leefde in het Laat-Perm (ongeveer 255 miljoen jaar geleden) en zijn fossiele overblijfselen zijn gevonden in Rusland.

## Naamgeving
De eerste fossielen van dit dier, afkomstig uit het gebied van de rivier de Dvina in de provincie Archangelsk (Noord-Europees Rusland), werden in 1921 door Amalitzky beschreven. De geleerde schreef de fossielen toe aan het geslacht Kotlassia, waarvan de typesoort Kotlassia prima is, een andere eerder bekende seymouriamorf, en beschreef deze als de nieuwe soort Kotlassia secunda. De soortaanduiding geeft aan dat het de tweede soort is. In 1926 was het Soesjkin die geloofde dat deze soort voldoende verschilde van Kotlassia prima om te worden toegeschreven aan een eigen geslacht Karpinskiosaurus. De geslachtsnaam eert Aleksandr Petrowitsj Karpinski.
Het holotype is PIN No. 2005/81, een fragmentarisch skelet. Losse botten zijn aan de soort toegewezen.
In 1925 benoemde Soesjkin ook een tweede soort: Karpinskiosaurus neglectus. De soortaanduiding weerspiegelt dat het fossiel 'verwaarloosd' in de collecties was aangetroffen. Het holotype is PIN 2004/82, een fragmentarische schedel.
In 1955 werd Nycteroleter ultimus beschreven, afkomstig uit het Samara-bekken (regio Orenburg). In 2002 werden ze benoemd als een derde soort: Karpinskiosaurus ultimus. Het holotype is PIN 521/104, een fragmentarische schedel. Talrijke andere schedels en losse botten zijn aan de soort toegewezen. In 2011 wees een onderzoek naar de aan laatstgenoemde soort toegewezen exemplaren uit dat de meeste deel zouden uitmaken van een enkele ontogenetische reeks van de typesoort, Karpinskiosaurus secundus, en dus jonge dieren zouden vertegenwoordigen. Het holotype van Karpinskiosaurus ultimus zou echter toch een aparte soort kunnen vertegenwoordigen.

## Beschrijving
Karpinskiosaurus moet vaag op een grote salamander hebben geleken; het lichaam van Karpinskiosaurus, in de volwassen vormen, moet een lengte hebben bereikt tussen vijftig en vijfenzeventig centimeter. De schedel, ongeveer vijfenzeventig millimeter lang, had een korte snuit en vertoonde geen spoor van elektrosensorische groeven. De schedel bezat een groot postorbitaal gebied en een klein preorbitaal gebied, en de oogkassen bevonden zich in het achterste deel van de voorste helft van de schedel. Deze verhoudingen zijn vergelijkbaar met die van de seymouriamorf Discosauriscus.

## Classificatie
Karpinskiosaurus maakt deel uit van een groep archaïsche tetrapoden die bekend staat als seymouriamorfen, dicht bij de oorsprong van reptielen. Een cladistische analyse uitgevoerd in 2011 identificeerde Karpinskiosaurus als het zustertaxon van de familie Discosauriscidae; de clade bestaande uit Karpinskiosaurus en de discosaurisciden is op zijn beurt het zustertaxon van de Seymouriidae.

## Paleobiologie
Het ontbreken van groeven op de schedel, typisch voor de sensorische organen van gewervelde waterdieren, geeft aan dat Karpinskiosaurus waarschijnlijk een landdier was.